# Carcharhinus dussumieri
 Carcharhinus dussumieri és una espècie de peix de la família dels carcarínids i de l'ordre dels carcariniformes.

## Morfologia
Els mascles poden assolir els 120 cm de longitud total.

## Distribució geogràfica
Es troba des del Golf Pèrsic i el Mar d'Aràbia (entre el Golf d'Oman i Pakistan) fins a Java (Indonèsia), el Mar d'Arafura, Japó i Austràlia.